# Lamon Brewster
Lamon Tajuan Brewster (nació el 5 de junio de 1973 en Indianápolis, Indiana) es un exboxeador profesional de los Estados Unidos que ganó la medalla de plata en los Juegos Panamericanos de 1995 en Mar del Plata. Como profesional fue campeón del título mundial de la Organización Mundial de Boxeo.

## Biografía

### Aficionado
En 1995 fue campeón del peso pesado de los Estados Unidos. Además fue medalla de plata en los Juegos Panamericanos de 1995 en Mar del Plata, Argentina después de derrotar a Moisés Rolon de Puerto Rico a los puntos y ser derrotado por Félix Savón de Cuba. Intentó clasificarse para los Juegos Olímpicos de Atlanta 1996 pero perdió en la clasificación ante Nate Jones y DaVarryl Williamson.

### Profesional
En 1996 se hizo profesional y después de tres años fue derrotado por decisión ante Clifford Etienne y Charles Shufford en el año 2000. En abril de 2004 sin embargo, derrotó a Wladimir Klitschko en el quinto asalto para ganar el título mundial vacante de la Organización Mundial de Boxeo, en Las Vegas. Klitschko dominó la pelea al comienzo y al final, pero sufrió un golpe en el hombro y pararon el combate. Tiempo después perdió el título por decisión unánime, el 1 de abril de 2006 ante el bielorruso Sergei Liakhovich.

## Récord profesional
| 35 Ganadas (30 KOs), 6 Derrotas |        |                    |      |              |            |                                                            | |
| Res.                            | Record | Oponente           | Tipo | Rd., Tiempo  | Datos      | Localidad                                                  | Notas |
| D                               | 35–6   | Robert Helenius    | TKO  | 8 (10), 2:31 | 30-01-2010 | Jahnsportforum, Neubrandenburg, Alemania                   | |
| D                               | 35–5   | Gbenga Oloukun     | UD   | 8            | 29-08-2009 | Gerry Weber Stadion, Halle, Alemania                       | |
| G                               | 35–4   | Michael Sprott     | UD   | 8            | 14-03-2009 | Ostseehalle, Kiel, Alemania                                | |
| G                               | 34–4   | Danny Batchelder   | KO   | 5 (12), 1:10 | 30-08-2008 | Gardens, Cincinnati, Ohio, EE. UU.                         | Gana el título vacante WBA–NABA del peso pesado                                                             |
| D                               | 33–4   | Wladimir Klitschko | RTD  | 6 (12), 3:00 | 07-07-2007 | Kölnarena, Colonia, Alemania                               | Por los títulos de la IBF y IBO del peso pesado                                                             |
| D                               | 33–3   | Siarhei Liakhovich | UD   | 12           | 01-04-2006 | Wolstein Center, Cleveland, Ohio, EE. UU.                  | Pierde el título mundial de la WBO del peso pesado                                                          |
| G                               | 33–2   | Luan Krasniqi      | TKO  | 9 (12), 2:48 | 28-09-2005 | Color Line Arena, Hamburg, Alemania                        | Retiene el título mundial de la WBO del peso pesado                                                         |
| G                               | 32–2   | Andrew Golota      | TKO  | 1 (12), 0:52 | 21-05-2005 | United Center, Chicago, Illinois, EE. UU.                  | Retiene el título mundial de la WBO del peso pesado                                                         |
| G                               | 31–2   | Kali Meehan        | SD   | 12           | 04-09-2004 | Mandalay Bay Events Center, Paradise, Nevada, EE. UU.      | Retiene el título mundial de la WBO del peso pesado                                                         |
| G                               | 30–2   | Wladimir Klitschko | TKO  | 5 (12), 3:00 | 10-04-2004 | Mandalay Bay Events Center, Paradise, Nevada, EE. UU.      | Gana el título mundial vacante de la WBO del peso pesado                                                    |
| G                               | 29–2   | Joe Lenhart        | TKO  | 3 (10), 3:00 | 01-03-2003 | Thomas & Mack Center, Paradise, Nevada, EE. UU.            | |
| G                               | 28–2   | Tommy Martin       | TKO  | 3 (12), 2:03 | 14-12-2002 | Boardwalk Hall, Atlantic City, Nueva Jersey, EE. UU.       | Retiene el título WBO–NABO del peso pesado; Gana el título vacante WBC Continental Americas del peso pesado |
| G                               | 27–2   | Willie Chapman     | TKO  | 6 (10), 1:32 | 27-07-2002 | Mandalay Bay Events Center, Paradise, Nevada, EE. UU.      | |
| G                               | 26–2   | Nate Jones         | TKO  | 3 (12), 1:10 | 02-02-2002 | Sovereign Center, Reading, Pennsylvania, U.S.              | Gana el título vacante WBO–NABO del peso pesado                                                             |
| G                               | 25–2   | Joey Guy           | TKO  | 1 (10), 1:44 | 25-10-2001 | Hollywood Park Casino, Inglewood, California, EE. UU.      | |
| D                               | 24–2   | Charles Shufford   | UD   | 10           | 21-10-2000 | Cobo Hall, Detroit, ]]Míchigan]], EE. UU.                  | |
| G                               | 24–1   | Val Smith          | TKO  | 1 (8), 2:02  | 24-09-2000 | Silver Smith Casino, West Wendover, Nevada, EE. UU.        | |
| D                               | 23–1   | Clifford Etienne   | UD   | 10           | 06-05-2000 | Mellon Arena, Pittsburgh, Pensilvania, EE. UU.             | |
| G                               | 23–0   | Richard Mason      | UD   | 10           | 26-02-2000 | Madison Square Garden, Nueva York, Nueva York, EE. UU.     | |
| G                               | 22–0   | Quinn Navarre      | KO   | 1 (10), 2:12 | 17-09-1999 | All American Sports Park, Las Vegas, Nevada, EE. UU.       | |
| G                               | 21–0   | Mario Cawley       | KO   | 2 (8), 1:20  | 22-05-1999 | Mandalay Bay Events Center, Paradise, Nevada, EE. UU.      | |
| G                               | 20–0   | Marcus Rhode       | TKO  | 1 (8), 2:06  | 03-10-1998 | Las Vegas Hilton, Winchester, Nevada, EE. UU.              | |
| G                               | 19–0   | Everett Martin     | TKO  | 4            | 15-08-1998 | Grand Olympic Auditorium, Los Ángeles, California, EE. UU. | |
| G                               | 18–0   | Louis Monaco       | KO   | 2 (8), 3:00  | 14-06-1998 | Etess Arena, Atlantic City, Nueva Jersey, EE. UU.          | |
| G                               | 17–0   | Garing Lane        | UD   | 10           | 16-05-1998 | Bank of America Centre, Boise, Idaho, EE. UU.              | |
| G                               | 16–0   | Marselles Brown    | KO   | 4            | 23-03-1998 | Foxwoods Resort Casino, Ledyard, Connecticut, EE. UU.      | |
| G                               | 15–0   | Artis Pendergrass  | TKO  | 1 (6), 2:11  | 28-02-1998 | Bally's Park Place, Atlantic City, Nueva Jersey, EE. UU.   | |
| G                               | 14–0   | Biko Botowamungu   | TKO  | 5 (8), 0:20  | 09-01-1998 | Grand Casino, Biloxi, Misisipi, U.S.                       | |
| G                               | 13–0   | Tony LaRosa        | TKO  | 1 (10)       | 20-12-1997 | Spotlight 29 Casino, Coachella, California, EE. UU.        | |
| G                               | 12–0   | John Kiser         | UD   | 8            | 20-11-1997 | Grand Olympic Auditorium, Los Ángeles, California, EE. UU. | |
| G                               | 11–0   | Aaron Conway       | TKO  | 1 (6), 2:24  | 08-08-1997 | The Orleans, Paradise, Nevada, EE. UU.                     | |
| G                               | 10–0   | Cleveland Woods    | RTD  | 2 (8), 3:00  | 11-07-1997 | Tropicana Las Vegas, Paradise, Nevada, EE. UU.             | |
| G                               | 9–0    | Willie Johnson     | TKO  | 2            | 08-04-1997 | Grand Casino, Biloxi, Misisipi, EE. UU.                    | |
| G                               | 8–0    | Mark Johnson       | KO   | 1 (6), 2:03  | 06-03-1997 | Convention Hall, Asbury Park, Nueva Jersey, EE. UU.        | |
| G                               | 7–0    | Tim Knight         | KO   | 1            | 06-02-1997 | Los Ángeles, California, EE. UU.                           | |
| G                               | 6–0    | Trent Surratt      | KO   | 1 (6), 1:52  | 31-01-1997 | Great Western Forum, Inglewood, California, EE. UU.        | |
| G                               | 5–0    | Ronnie Smith       | TKO  | 3 (6), 0:30  | 09-01-1997 | Beverly Wilshire Hotel, Los Ángeles, California, EE. UU.   | |
| G                               | 4–0    | Fabian Meza        | KO   | 1 (4)        | 28-12-1996 | Irvine, California, EE. UU.                                | |
| G                               | 3–0    | Greg McGhee        | KO   | 2 (4), 2:28  | 17-12-1996 | National Guard Armory, Pikesville, Maryland, EE. UU.       | |
| G                               | 2–0    | Sean Fink          | KO   | 1 (4)        | 29-11-1996 | Civic Center, Roanoke, Virginia, EE. UU.                   | |
| G                               | 1–0    | Moses Harris       | KO   | 1 (4), 1:21  | 08-11-1996 | Arizona Charlie's Decatur, Las Vegas, Nevada, EE. UU.      | Debut profesional.                                                                                          |